# Pile à combustible à méthanol direct

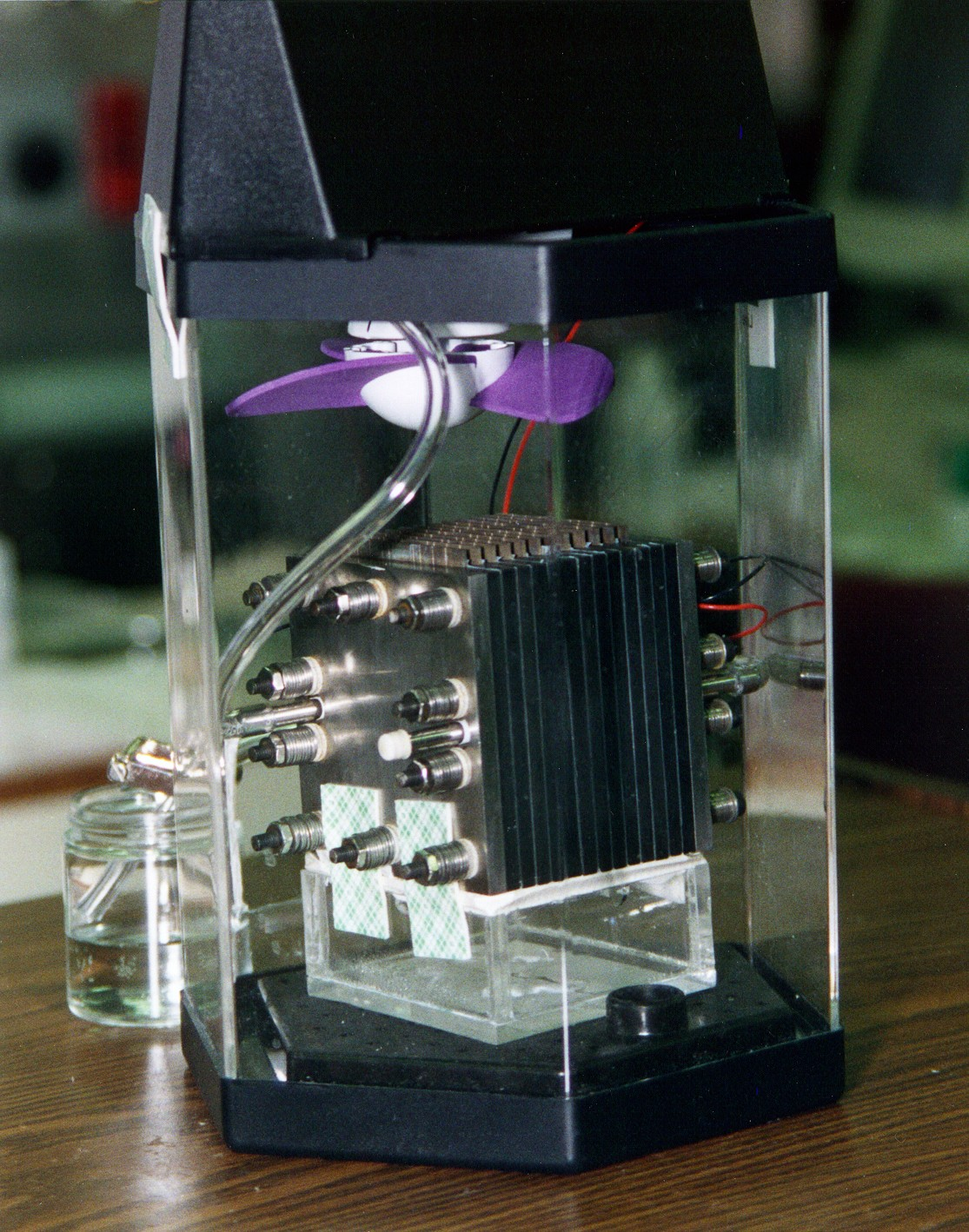
Pile à combustible de la NASA, au méthanol.

Les piles à combustible à méthanol direct (DMFC, de l'anglais direct-methanol fuel cell) sont une sous-catégorie de piles à combustible à membrane échangeuse de protons dans lesquelles le combustible, le méthanol CH3OH, n'est pas reformé mais est fourni directement à la pile à combustible.

## Avantages
Le méthanol, étant fourni directement à la pile à combustible, permet d'éviter un reformage catalytique compliqué, et permet aussi un stockage plus facile que l'hydrogène, ne nécessitant ni hautes pressions, ni températures basses car il est liquide à température ambiante. La densité énergétique volumique du méthanol (quantité d'énergie relâchée lors de l'utilisation d'un volume donné de méthanol) est beaucoup plus importante que celle de l'hydrogène, même très fortement comprimé.

## Inconvénients
La diffusion du méthanol à travers la membrane diminue le rendement de la réduction d'oxygène à la cathode. C'est dû au fait que les sites du catalyseur (souvent le platine) sont en partie utilisés pour la réduction du méthanol au lieu de celle du dioxygène.
De plus, la production de CO2 à la cathode implique un processus supplémentaire nécessitant sa neutralisation ou son utilisation éventuelle dans le procédé (il peut notamment être utilisé pour pressuriser le réservoir contenant le méthanol). 
L'un des grands freins à l'utilisation de ce type de pile est notamment la difficulté de transport des cartouches de méthanol (toujours interdites dans les avions en décembre 2016).

## Développements
Capables de stocker l'énergie dans de faibles volumes, les DMFC avaient une puissance limitée dans leurs premiers développements produisant ainsi une faible quantité d'énergie sur une longue période. Utilisées pour les téléphones ou ordinateurs portables, les piles à combustible au méthanol étaient alors impropres aux applications d'auto-locomotion.
Difficultés inhérentes piles à combustible au méthanol :
- le méthanol est un toxique sous plusieurs de ses formes ;
- dans une PAC à éthanol direct (DEFC) l'éthanol est injecté au niveau de l'anode, de façon électrocatalytique, pour qu'il y soit oxydé. Jusqu'en 2009, l'efficacité du combustible était faible, en raison de la haute perméabilité de la membrane vis-à-vis du méthanol (phénomène dit de cross-over, correspondant à une perte d'éthanol, qui par ailleurs « pollue » la pile). Cette membrane doit séparer les deux chambres de la PAC l'une de l'autre et ne laisser passer que les protons et non l'éthanol.
En 2009, un pas a été franchi avec la création en Allemagne[3] d'un nouveau type de membrane composite (enrichie en nanoparticules anorganiques de silice, sous forme de micro-billes de dioxyde de silicium). Cette membrane est à peu près imperméable à l'éthanol (environ 100 fois plus performante que les précédents types de membrane), mais laisse passer les protons, répondant mieux aux exigences d'une pile à combustible (PAC) à éthanol. Un catalyseur optimisé a déjà été testé avec cette membrane[4].

Un nouveau cap technologique semble avoir été franchi par « Blue World Technologies », une entreprise danoise spécialisée dans le développement de piles à combustible au méthanol à haute température.

## Fonctionnement (réactions)
Les DMFC sont basées sur l'oxydation du méthanol sur une couche de catalyseur afin de former du dioxyde de carbone. De l'eau est consommée à l'anode et est produite à la cathode. Les protons (ion H+) sont transportés au travers de la membrane échangeuse de protons vers la cathode où ils réagissent avec de l'oxygène afin de produire de l'eau. Les électrons sont transportés via un circuit externe de l'anode vers la cathode, procurant ainsi de l'énergie aux équipements externes.
Les demi-réactions sont :
- anode : CH3OH + H2O → CO2 + 6 H+ + 6 e−
- cathode : O2 + 4 H+ + 4 e− → 2 H2O

ce qui donne globalement : 2 CH3OH + 3 O2 → 2 CO2 + 4 H2O.
Puisque l'eau est consommée à l'anode lors de la réaction, le méthanol pur ne peut pas être utilisé sans réserve d'eau via un transport passif comme la rétro-diffusion (osmose) ou un transport actif comme le pompage. Le besoin en eau limite la densité énergétique du combustible.

## Histoire
À la fin de l'année 2004, la filiale de Mechanical Technology Inc., MTI MicroFuel Cells a produit sa première DMFC pour un usage commercial. La technologie de la batterie compacte sans fil et rechargeable de « MTI's Mobion » consiste en une pile à combustible qui fonctionne sous 100 % de méthanol. Cette solution a été commercialisée sur les marchés militaires, industriels et grand public comme une solution à bas coût pour les batteries lithium-ion.
En 2005, le record de la plus petite pile commerciale disponible était détenu par Toshiba, avec pour dimension 22 × 56 × 4,5 mm. Cet objet délivre 100 mW sur 10 h/mL de combustible, et tire avantage des nouvelles technologies permettant l'usage de méthanol non dilué (99,5 %).